# باییا بلانکا
باییا بلانکا (به اسپانیایی: Bahía Blanca) شهری در کشور آرژانتین، استان بوئنوس آیرس است که در سال ۲۰۰۹ میلادی، حدود ۳۰۴٬۰۰۰ نفر جمعیت داشته است.